# Levica (Slowenien)

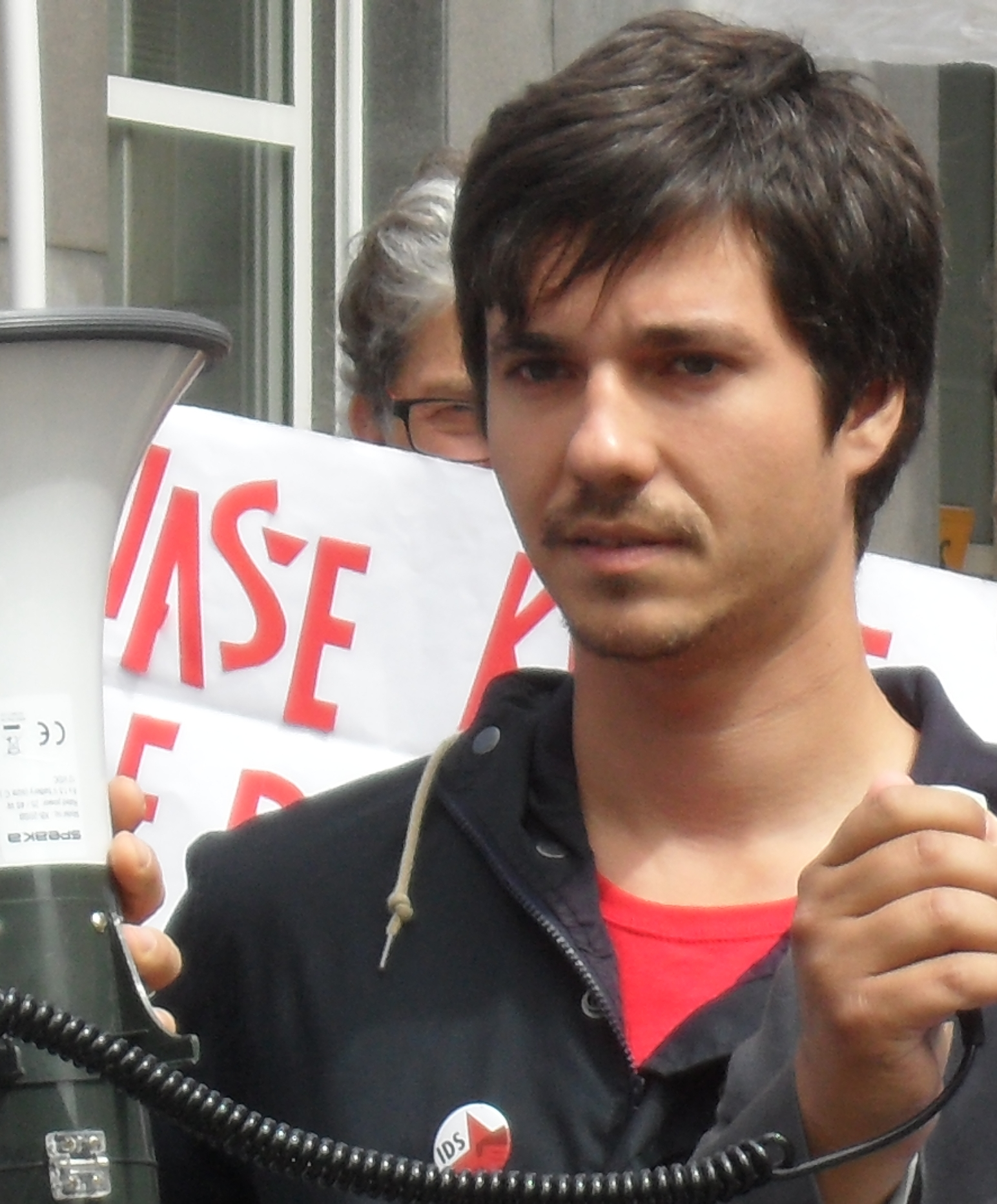
Parteivorsitzender der Partei Levica, Luka Mesec.

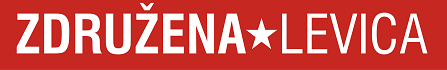
Logo der Vorgängerorganisation Združena levica

Levica (deutsch Linke; früher Vereinigte Linke, slowenisch Združena levica, abgekürzt ZL) ist eine ökosozialistische und europaskeptische Partei in Slowenien. Parteivorsitzender ist Luka Mesec.

## Geschichte

### Združena levica
Vorgängerin der heutigen Linken ist die Partei „Vereinigte Linke“ (Združena levica). Die Partei „Vereinigte Linke“ wurde aus einem Wahlbündnis aus drei Parteien im Vorfeld der Europawahl in Slowenien 2014 gegründet. Bei der Europawahl am 25. Mai 2014 verfehlte das Wahlbündnis mit 5,5 % der Stimmen den Einzug ins Europäische Parlament.
Bei der Parlamentswahl am 13. Juli 2014 gelang der Združena levica mit 6,0 % der Stimmen der Einzug in das Parlament, es ist dort mit 6 Abgeordneten vertreten. Ihre Hochburgen hatte das Wahlbündnis in den Wahlbezirken 3/7 (Ljubljana-Center, 12,6 %) und 6/10 (Trbovlje, 12,1 %).
Die folgenden Parteien gehörten dem Wahlbündnis an:
- Demokratična stranka dela (DSD, Demokratische Partei der Arbeit), gegründet 2010 als Abspaltung aus der Demokratischen Pensionistenpartei Sloweniens
- Iniciativa za demokratični socializem (IDS, Initiative für demokratischen Sozialismus), gegründet 2014
- Stranka za trajnostni razvoj Slovenije (TRS, Partei für die nachhaltige Entwicklung Sloweniens), gegründet 2011

Die Gründung des Wahlbündnisses fand am 1. März 2014 in Ljubljana statt. Nach Angaben der Europäischen Linken, deren Vizepräsident Alexis Tsipras auf der Gründungsversammlung eine Rede hielt, nahmen an der Versammlung 500 Menschen teil.

### Levica
Am 24. Juni 2017 vereinigten sich IDS und TRS zur Partei Levica (Linke).

## Inhalte
Geprägt von den Ideen des Slowenischen Philosophen Slavoj Žižek ist die Levica gegen die Fortsetzung von Privatisierungen staatlicher Güter in Slowenien und eine Flexibilisierung des Arbeitsmarkts. Sie möchte nicht Geld für die Mitgliedschaft in der NATO ausgeben und sieht ausländische Investitionen in slowenische öffentliche Infrastruktur kritisch.

## Vernetzung
Levica ist Mitglied der Partei der Europäischen Linken und der Progressiven Internationale. Parteichef Mesec sitzt im Board der PI (Stand 2021).

## Wahlergebnisse

### Državni zbor
| Jahr | Wahl                  | Anzahl Stimmen | % Stimmen | Anzahl Sitze | +/- |
| ---- | --------------------- | -------------- | --------- | ------------ | --- |
| 2014 | Parlamentswahl 2014 * | 52.189         | 5,97      | 6/90         |     |
| 2018 | Parlamentswahl 2018   | 83.108         | 9,33      | 9/90         | ▲ 3 |
| 2022 | Parlamentswahl 2022   | 53.234         | 4,44      | 5/90         | ▼ 4 |

### Europäisches Parlament
| Jahr | Wahl              | Anzahl Stimmen | % Stimmen | Anzahl Sitze | +/- |
| ---- | ----------------- | -------------- | --------- | ------------ | --- |
| 2014 | Europawahl 2014 * | 21.985         | 5,47      | 0/8          |     |
| 2019 | Europawahl 2019   | 30.983         | 6,43      | 0/8          | ▬   |